# 赵星
赵星（1974年11月—），男，中华人民共和国外交官，现任中华人民共和国驻阿富汗特命全权大使。

## 生平
赵星曾任常驻联合国日内瓦办事处和瑞士其他国际组织代表团参赞、外交部国际司参赞、外交部国际司二级巡视员，2021年，任外交部国际司副司长。2023年9月，出任中华人民共和国驻阿富汗大使。